# One Magnificent Mile
One Magnificent Mile, ook bekend als One Mag Mile, is een wolkenkrabber in Chicago, Verenigde Staten. Het gebouw staat op 940-980 North Michigan Avenue. De bouw van de toren begon in 1978 en werd in 1983 voltooid.

## Ontwerp
One Magnificent Mile is 205,13 meter hoog en telt 57 verdiepingen. Het is door Skidmore, Owings and Merrill in modernistische stijl ontworpen en heeft een granieten gevel. Het gebouw heeft een totale oppervlakte van 96.735 vierkante meter en bevat kantoren, woningen, winkels en een restaurant.
Het gebouw bestaat uit vier zeshoekige modules, die op verschillende niveaus met een schuin dak eindigen. De laagste module telt 5 verdiepingen, de hogere 21, 49 en 57. Op de 21ste verdieping vindt men een band met extra hoge ramen. Hier vindt men de mechanische apparatuur. De delen van het gebouw boven deze verdieping bevatten woningen, de ruimtes eronder bevatten kantoren.
In 1984 won dit gebouw de "Best Structure Award" van de Structural Engineers Association of Illinois.
Willis Tower · Trump International Hotel and Tower · Aon Center · John Hancock Center · AT&T Corporate Center · Two Prudential Plaza · 311 South Wacker Drive · Aqua · 900 North Michigan · Water Tower Place · Chase Tower · Park Tower · The Legacy at Millennium Park · 300 North LaSalle · Three First National Plaza · Chicago Title and Trust Center · One Museum Park · Olympia Centre · 330 North Wabash · 111 South Wacker · 181 West Madison · Hyatt Center · One Magnificent Mile · 340 on the Park · 77 West Wacker Drive · UBS Tower · Richard J. Daley Center · 55 East Erie · Lake Point Tower · River East Center · Grand Plaza I · Leo Burnett Building · The Heritage at Millennium Park · NBC Tower · Millennium Centre · Chicago Place · Chicago Board of Trade Building · One Prudential Plaza · CNA Center · Heller International Building · Madison Plaza · 1000 Lake Shore Plaza